# Seppings
Seppings ist ein Stadtteil der Stadt Albany im australischen Bundesstaat Western Australia.

## Geografie

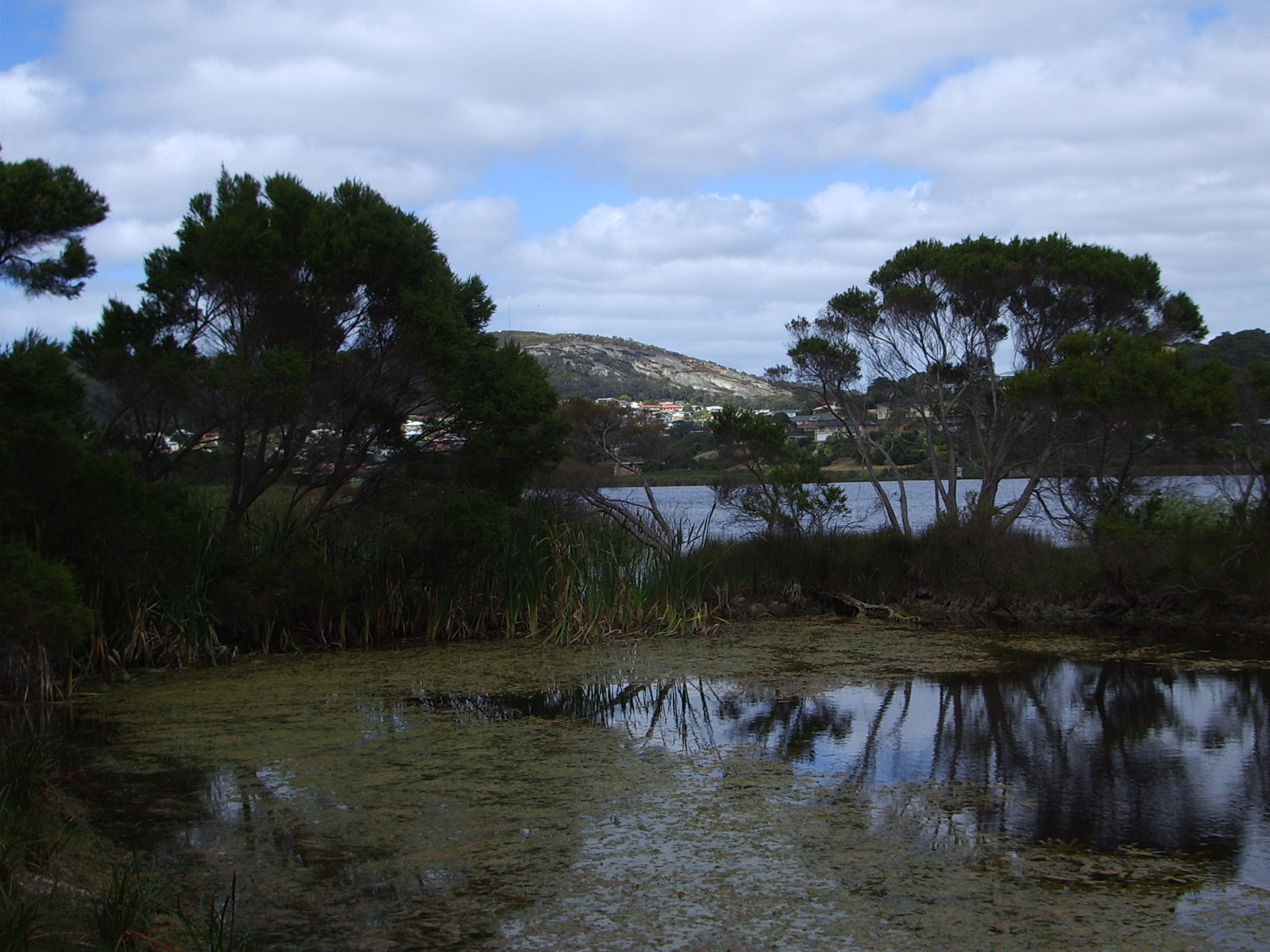
Lake Seppings

Seppings liegt östlich der Innenstadt am Lake Seppings und dem King George Sound, wo sich der 1,7 Kilometer lange Strand Middleton Beach befindet. Seppings grenzt an die Stadtteile Middleton Beach im Süden, Mira Mar im Westen, Spencer Park im Norden und Collingwood Park im Osten. 

## Bevölkerung
Der Ort Seppings hatte 2016 eine Bevölkerung von 175 Menschen, davon 48 % männlich und 52 % weiblich. 1,7 % der Bewohner (drei Personen) sind Aborigines oder Torres-Strait-Insulaner.
Das durchschnittliche Alter in Seppings liegt bei 36 Jahren, zwei Jahre unter dem australischen Durchschnitt von 38 Jahren.